# Портал за отворени данни на ЕС
Порталът за отворени данни на ЕС ви дава достъп до публични данни, публикувани от институциите, агенциите и други органи на Съюза. Информацията може да се използва за търговски или нетърговски цели.
Порталът е ключов инструмент на стратегията на ЕС за отворени данни. Осигуряването на лесен и безплатен достъп до данните може да стимулира тяхната новаторска употреба и реализирането на икономическия им потенциал. Целта на портала е също така да се подобри прозрачността и отчетността на институциите и другите органи на ЕС.

## Правно основание и стартиране на портала
Порталът, който бе официално създаден с Решение 2011/833/ЕС на Комисията от 12 декември 2011 г. относно повторната употреба на документи на Комисията с цел насърчаване на достъпността и повторната употреба на данни, започна да функционира през декември 2012 г.
Въз основа на това решение всички институции на ЕС се приканват да публикуват информация във вид на отворени данни и, когато е възможно, да предоставят достъп на обществеността до тези данни.
Оперативното управление на портала се извършва от Службата за публикации на Европейския съюз. За изпълнението на политиката на ЕС за отворените данни обаче отговаря генерална дирекция „Съобщителни мрежи, съдържание и технологии“ (DG CNECT) на Европейската комисия.

## Функции
Порталът дава възможност на потребителите да търсят, разглеждат, свързват, изтеглят и лесно да използват повторно данни за търговски или нетърговски цели чрез общ каталог с метаданни. От портала потребителите могат да получат достъп до данни, публикувани на уебсайтовете на различните институции, агенции и други органи на ЕС.
Използваните семантични технологии предлагат нови възможности. Търсенето в каталога с метаданни се извършва чрез интерактивна търсачка раздел „Данни“ и чрез SPARQL заявки раздел „Свързани данни“.
Потребителите могат да предлагат данни, които според тях липсват на портала, и да изпращат коментари за качеството на получените данни.
Интерфейсът е на 24-те официални езика на ЕС, но повечето метаданни за момента са достъпни само на малък брой езици (английски, френски и немски). Някои от метаданните (напр. имената на доставчиците на данни и географският обхват) са налични на 24 езика.

## Условия за ползване
Повечето от данните, достъпни чрез портала за отворени данни на ЕС, са обхванати от правните разпоредби, приложими за уебсайта Europa. Най-общо, данните могат да се използват безплатно за търговски и нетърговски цели, при условие че е посочен източникът. За много малка част от данните се прилагат специални условия за използване, свързани най-вече със защитата на поверителността на данните и интелектуалната собственост. За всеки набор от данни е предоставена връзка към тези условия.

## Налични данни
Порталът съдържа голямо разнообразие от висококачествени отворени данни в различни области на политиката на ЕС, например икономика, заетост, научни изследвания, околна среда и образование. Значението на данните бе потвърдено в Хартата на Г-8 за отворените данни.
До този момент около 70 институции, органи или служби на ЕС (напр. Евростат, Европейската агенция за околна среда, Съвместният изследователски център, генерални дирекции на Европейската комисия и агенции на ЕС) са предоставили общо над 11 700 набора от данни.
Порталът съдържа също така раздел с приложения и каталог с визуализации (от март 2018 г.).
В раздела с приложения потребителите могат да намерят приложения, които използват данни на ЕС и са разработени от институциите, агенциите или други органи на Съюза или от трети страни. Приложенията са представени не само за информация, но и като пример за видовете приложения, които могат да се разработват, използвайки данните.
Каталогът с визуализации предлага набор от инструменти за визуализация, учебни материали и визуализации за многократна употреба, предназначени за лица с различни познания и опит в областта на визуализацията на данни – от начинаещи до експерти.

## Архитектура на портала
Порталът е изграден въз основа на приложения с отворен код, като системата за управление на съдържание Drupal и софтуера за каталози с данни CKAN, разработен от фондация Open Knowledge. Порталът използва Virtuoso като RDF база данни и разполага със SPARQL крайна точка.
За каталога с метаданните се прилагат международни стандарти, като например речниците Dublin Core и DCAT-AP и Asset Description Metadata Schema (ADMS).
- Приложенията, създадени въз основа на отворени данни на ЕС, могат да бъдат споделяни на портала за отворени данни с цел повишаване на тяхната популярност
- Приложението за географски карти на Европейския информационен център за горите (EFDAC) представлява персонализирано приложение, което дава възможност на потребителите да визуализират, разглеждат и консултират географски карти и свързани с тях данни, с които разполага EFDAC, и е разработено от Съвместния изследователски център